# 鈴木隆行
鈴木 隆行（すずき たかゆき、1976年6月5日 - ）は、茨城県日立市出身の元プロサッカー選手。現役時代のポジションはフォワード、ミッドフィールダー。元日本代表。日立市立泉丘中学校、茨城県立日立工業高等学校卒業。
夫人はモデルの橋本優子。

## 来歴

### クラブ

#### Jリーグデビュー - 各地へのレンタル移籍
茨城県立日立工業高等学校では1年から国体に出場、2年の頃には地元のJリーグクラブ・鹿島アントラーズに声をかけられるほど注目されていた。3年でも中田英寿らと共にカテゴリー別の日本代表にも選出されるなど全国区の選手だった。しかし、日立工高にはサッカーを教えることのできる指導者はおらず、監督は鈴木に練習メニューを作らせていた。後に鈴木は「（鹿島加入まで）まともにサッカーを習ったことがなかった」、「ただ遊んでいただけでした」 と振り返る。
高校卒業後の1995年、鹿島アントラーズに加入。1996年10月16日に行われた試合（第24節）でJリーグデビューを果たした。
しかしその後はトップチームでの出場機会に恵まれず、1997年3月から9月、ブラジルのリオデジャネイロ州3部リーグに新設された、ジーコが出資し自ら会長を務めるクラブ、CFZ・ド・リオへとレンタル移籍する。ここで21試合7得点の成績を挙げ、リオ州2部昇格に貢献した。
レンタル期間終了後は鹿島へと復帰し背番号9を与えられたが、1998年10月にジェフユナイテッド市原へ期限付き移籍。J1参入決定戦のアビスパ福岡との試合で貴重なゴールを決め、市原のJ1残留に貢献した。
1999年2月、再びリオ州2部のCFZ・ド・リオにレンタル移籍し、5試合に出場するも無得点に終わる。8月下旬に鹿島に復帰。ナビスコカップ準決勝第1戦と第2戦、長谷川祥之とのツートップで、スタメン出場を果たす。柏レイソルとの決勝戦、途中出場で初の決勝の舞台に立ち、PK戦では2番目のキッカーを務めるも失敗、優勝を逃した。
2000年、川崎フロンターレに期限付き移籍。リーグ戦11試合に起用されていたものの無得点、クラブも勝てなかった。そんな中行われたミーティングで松本育夫社長が選手に意見を求めた際、鈴木はチーム内に溜まっていた不満を代弁したが、それ以降出場機会がなくなった。結局シーズン途中鹿島に復帰し、リーグ5試合で2得点、ナビスコ杯5試合で3得点、天皇杯5試合で2得点。復帰後の15試合で7得点を挙げ、一気にレギュラーに定着、鹿島の「三冠」に貢献した。ナビスコカップではその活躍により、ニューヒーロー賞に選ばれた。横浜F・マリノスとのチャンピオンシップでは第二戦で先制ゴールを挙げた。

#### 欧州リーグでの挑戦
2002 FIFAワールドカップ終了後、その活躍が対戦国のベルギーで認められ、ベルギー1部リーグのヘンクに期限付き移籍。移籍期間は2002年7月15日から2003年6月30日まで。しかし、センターフォワードではなく右サイドのウィング的ポジションで起用されることがほとんどであり、リーグ戦やUEFAチャンピオンズリーグでアシストを記録するなどしたものの、FWのレギュラーを奪えず無得点に終わる。
2003年7月、鹿島に復帰。同年8月、ヘンクと選手の提携を結んでいるヒュースデン＝ゾルダー（本拠はゾルダーだが、キャパシティーの問題から近隣の街・ヘンクのスタジアムを使用している）に翌年6月末まで期限付き移籍。クラブは1年で2部リーグに降格したものの、本来のセンターフォワードでまずまずのプレーをしリーグ戦5得点を挙げた。

#### 国内復帰 - 再びの海外
2004年、Jリーグ・第2ステージより鹿島アントラーズに復帰し、第5節アウェイの磐田戦で自身初のハットトリックを果たす(1得点はPK)。
2005年、小笠原満男に代わり鹿島の選手会長を務めることとなった。第1節の浦和戦では決勝ゴールをあげる活躍をみせたが、シーズン途中の負傷離脱中にMF野沢拓也がアレックス・ミネイロとのコンビで起用されたこともあり、復帰後はベンチスタートとなる時期もあった。リーグ戦では25試合に出場、3得点を挙げた。
2006年1月末に、セルビア・モンテネグロのレッドスター・ベオグラードに完全移籍。4月の国内カップ戦の準決勝ではアウェーでのラドニチュキ・ニシュ戦で初の先発フル出場、移籍後の公式初得点を含む2得点を挙げ、日本人選手として初めてのリーグ得点者となったが7月に入るとレッドスターのドゥシャン・バイエビッチ監督の構想から外れ、出場機会が激減。
2007年1月19日、横浜F・マリノスが完全移籍での獲得を正式発表した。周囲からは横浜FCに移籍した久保竜彦の穴を埋める活躍を期待されていたが、開幕から数試合は出場したものの、その後は試合出場はおろか、ベンチメンバー入りすらできない不本意なシーズンとなった。12月1日、横浜FMより契約満了が発表される。その後、東京ヴェルディからオファーがあったものの、条件面で折り合いがつかずに交渉が決裂。
2008年2月、米MLS・チーバスUSAと交渉、ここでも条件面等で折り合わず契約には至らなかった。
2008年3月25日、米ユナイテッドサッカーリーグ・ポートランド・ティンバーズへの加入が発表された。4月26日のホームにシアトル・サウンダーズを迎えた試合で、1ゴール1アシストを記録した。
2010年末、ポートランドを退団。

#### 引退報道 - 国内復帰
2011年4月22日、鹿島時代に同チームで一緒にプレイした増田忠俊のTwitterにて2010年に引退し、今後はサッカー関連の仕事に就くとツイートされ、広まる。だが鈴木の所属事務所は「今後に関しては現時点で未定ですが、現役続行も含めていろいろな可能性がある状況です」として引退を否定した。鈴木の引退を発した増田も引退ではなく今後については模索中だと訂正・謝罪した。
2011年6月3日、水戸ホーリーホックへの加入が決定。4シーズン振りのJリーグ復帰となった。なお本人の強い希望により、無報酬でのアマチュア契約となる。
「震災が起きて、非常に経営も苦しいということを聞いていた。チームに迷惑をかけないように加入したかったので、僕の強い希望でアマチュア契約となった」
2011年7月31日、愛媛FC戦で小澤司のフリーキックをヘッドで合わせて、6年ぶりのJリーグゴールを決めた。
2011年度は20試合に出場し5得点を挙げる
2012年からはプロA契約を結ぶことが発表された。2013年シーズンのリーグ戦ではキャリア初の2桁得点を記録した。2014年シーズン終了後、戦力外通告を受け退団が決定。

#### 現役引退
2015年2月、ジェフユナイテッド市原・千葉へ移籍。「引退するかどうか迷っていた部分もあったが、また拾っていただいた。持っているものを全て出したい」とコメントした。
千葉では2試合の出場に留まり、シーズン終了後に引退が発表された。
引退会見では、引退の経緯について「今までどんな状況でも辞めたくないなと思っていたけど、10月にふと辞めようと決断しました。次に進みたいという気持ちが強くなって、プレーしたい気持ちを超えたのだと思う」とコメントし、プロのサッカーチームの監督を目指す事を明かしている。

### 日本代表
2001年、フィリップ・トルシエによって日本代表に初招集される。4月25日のスペイン戦にて途中出場し、代表デビュー。しかしこの時は後半アディショナルタイムも4分以上経っての投入で、直後の30秒後に試合が終了しボールに触れる事もなかった。日本で開かれたFIFAコンフェデレーションズカップのカメルーン戦では初スタメンに抜擢され、2得点を挙げる結果を残し、マスコミなどからシンデレラボーイと呼ばれた。トルシエは鈴木の抜擢を「（鈴木の）目で決めた」と述べ（なお、トルシエは後年「本当は（アフリカ系選手に対するために）鈴木のフィジカルコンタクトの強さを買って起用した」とも明かしていた）、本人も試合直前まで知らされていなかったという。次のオーストラリア戦では肘打ちをしたと見なされ一発退場になるが、この大会以降代表に定着した。
2002年、トルシエからは献身的なプレーが認められ、FIFAワールドカップのメンバーに選出。エコノミークラス症候群による戦線離脱を余儀なくされた高原直泰、盲腸の手術明けで本調子でなかった西澤明訓らに代わり、鹿島のチームメイトである柳沢敦と共にツートップを形成。初戦のベルギー戦でその大会における日本代表の初得点を挙げる。この得点は日本がワールドカップ通算で初めての勝点1を得る貴重な同点ゴールとなった。
2006 FIFAワールドカップ・アジア一次予選ではケガで不調のエースFW久保竜彦に代わりジーコに「FWの軸」として指名され、3戦連続ゴールを決めるなど活躍。AFCアジアカップ2004でも1得点で日本の優勝に貢献する。2005年、最終予選では3試合に先発するも右足首の怪我に泣き、ノーゴールに終わった。この頃から玉田圭司や大黒将志の台頭で代表の出場機会が減り始め、10月12日のアウェイのウクライナ戦が最後の出場となり、ドイツワールドカップの日本代表メンバーにも選出されなかった。

### 引退後
引退後はサッカー指導者、サッカー解説者として活動している。
2018年5月17日、日本サッカー協会理事会においてJFA 公認S級コーチに認定される。

## 個人成績
| 国内大会個人成績       | 国内大会個人成績       | 国内大会個人成績       | 国内大会個人成績       | 国内大会個人成績 | 国内大会個人成績                      | 国内大会個人成績 | 国内大会個人成績 | 国内大会個人成績 | 国内大会個人成績 | 国内大会個人成績 | 国内大会個人成績 |
| 年度                   | クラブ                 | 背番号                 | リーグ                 | リーグ戦         | リーグ戦                              | リーグ杯         | リーグ杯         | オープン杯       | オープン杯       | 期間通算         | 期間通算         |
| 年度                   | クラブ                 | 背番号                 | リーグ                 | 出場             | 得点                                  | 出場             | 得点             | 出場             | 得点             | 出場             | 得点             |
| 日本                   | 日本                   | 日本                   | 日本                   | リーグ戦         | リーグ戦                              | リーグ杯         | リーグ杯         | 天皇杯           | 天皇杯           | 期間通算         | 期間通算         |
| ---------------------- | ---------------------- | ---------------------- | ---------------------- | ---------------- | ------------------------------------- | ---------------- | ---------------- | ---------------- | ---------------- | ---------------- | ---------------- |
| 1995                   | 鹿島                   | -                      | J                      | 0                | 0                                     | -                | -                | 0                | 0                | 0                | 0                |
| 1996                   | 鹿島                   | -                      | J                      | 1                | 0                                     | 0                | 0                | 0                | 0                | 1                | 0                |
| 1997                   | 鹿島                   | 26                     | J                      | 0                | 0                                     | 0                | 0                | -                | -                | 0                | 0                |
| ブラジル               | ブラジル               | ブラジル               | ブラジル               | リーグ戦         | リーグ戦                              | ブラジル杯       | ブラジル杯       | オープン杯       | オープン杯       | 期間通算         | 期間通算         |
| 1997                   | CFZ                    |                        | リオ州3部              | 21               | 7                                     |                  |                  |                  |                  |                  |                  |
| 日本                   | 日本                   | 日本                   | 日本                   | リーグ戦         | リーグ戦                              | リーグ杯         | リーグ杯         | 天皇杯           | 天皇杯           | 期間通算         | 期間通算         |
| 1998                   | 鹿島                   | 9                      | J                      | 3                | 1                                     | 1                | 0                | -                | -                | 4                | 1                |
| 1998                   | 市原                   | 32                     | J                      | 7                | 0                                     | 0                | 0                | 1                | 0                | 8                | 0                |
| ブラジル               | ブラジル               | ブラジル               | ブラジル               | リーグ戦         | リーグ戦                              | ブラジル杯       | ブラジル杯       | オープン杯       | オープン杯       | 期間通算         | 期間通算         |
| 1999                   | CFZ                    |                        | リオ州2部              | 5                | 0                                     |                  |                  |                  |                  |                  |                  |
| 日本                   | 日本                   | 日本                   | 日本                   | リーグ戦         | リーグ戦                              | リーグ杯         | リーグ杯         | 天皇杯           | 天皇杯           | 期間通算         | 期間通算         |
| 1999                   | 鹿島                   | 9                      | J1                     | 1                | 0                                     | 3                | 0                | 0                | 0                | 4                | 0                |
| 2000                   | 川崎                   | 8                      | J1                     | 11               | 0                                     | 2                | 0                | -                | -                | 13               | 0                |
| 2000                   | 鹿島                   | 30                     | J1                     | 5                | 2                                     | 5                | 3                | 5                | 2                | 15               | 7                |
| 2001                   | 鹿島                   | 30                     | J1                     | 26               | 6                                     | 6                | 1                | 3                | 4                | 35               | 11               |
| 2002                   | 鹿島                   | 30                     | J1                     | 8                | 0                                     | 0                | 0                | -                | -                | 8                | 0                |
| ベルギー               | ベルギー               | ベルギー               | ベルギー               | リーグ戦         | リーグ戦                              | リーグ杯         | リーグ杯         | ベルギー杯       | ベルギー杯       | 期間通算         | 期間通算         |
| 2002-03                | ヘンク                 | 30                     | ジュピラー             | 19               | 0                                     | 2                | 0                | -                | -                | 21               | 0                |
| 日本                   | 日本                   | 日本                   | 日本                   | リーグ戦         | リーグ戦                              | リーグ杯         | リーグ杯         | 天皇杯           | 天皇杯           | 期間通算         | 期間通算         |
| 2003                   | 鹿島                   | 30                     | J1                     | 4                | 0                                     | -                | -                | -                | -                | 4                | 0                |
| ベルギー               | ベルギー               | ベルギー               | ベルギー               | リーグ戦         | リーグ戦                              | リーグ杯         | リーグ杯         | ベルギー杯       | ベルギー杯       | 期間通算         | 期間通算         |
| 2003-04                | ゾルダー               | 30                     | ジュピラー             | 30               | 5                                     | 4                | 2                | -                | -                | 34               | 7                |
| 日本                   | 日本                   | 日本                   | 日本                   | リーグ戦         | リーグ戦                              | リーグ杯         | リーグ杯         | 天皇杯           | 天皇杯           | 期間通算         | 期間通算         |
| 2004                   | 鹿島                   | 30                     | J1                     | 14               | 5                                     | 0                | 0                | 3                | 0                | 17               | 5                |
| 2005                   | 鹿島                   | 30                     | J1                     | 25               | 3                                     | 0                | 0                | 3                | 0                | 28               | 3                |
| セルビア・モンテネグロ | セルビア・モンテネグロ | セルビア・モンテネグロ | セルビア・モンテネグロ | リーグ戦         | リーグ戦                              | リーグ杯         | リーグ杯         | オープン杯       | オープン杯       | 期間通算         | 期間通算         |
| 2005-06                | レッドスター           | 19                     | プルヴァ               | 6                | 0                                     | 1                | 2                | -                | -                | 7                | 2                |
| セルビア               | セルビア               | セルビア               | セルビア               | リーグ戦         | リーグ戦                              | リーグ杯         | リーグ杯         | オープン杯       | オープン杯       | 期間通算         | 期間通算         |
| 2006-07                | レッドスター           | 19                     | プルヴァ               | 0                | 0                                     | 2                | 0                | -                | -                | 2                | 0                |
| 日本                   | 日本                   | 日本                   | 日本                   | リーグ戦         | リーグ戦                              | リーグ杯         | リーグ杯         | 天皇杯           | 天皇杯           | 期間通算         | 期間通算         |
| 2007                   | 横浜FM                 | 9                      | J1                     | 3                | 0                                     | 1                | 0                | 0                | 0                | 4                | 0                |
| アメリカ               | アメリカ               | アメリカ               | アメリカ               | リーグ戦         | リーグ戦                              | リーグ杯         | リーグ杯         | USオープン杯     | USオープン杯     | 期間通算         | 期間通算         |
| 2008                   | ポートランド           | 30                     | USL                    | 26               | 1                                     | -                | -                | -                | -                | 26               | 1                |
| 2009                   | ポートランド           | 30                     | USL                    | 27               | 2                                     | -                | -                | -                | -                | 27               | 2                |
| 2010                   | ポートランド           | 30                     | USL                    | 24               | 1                                     | -                | -                | -                | -                | 24               | 1                |
| 日本                   | 日本                   | 日本                   | 日本                   | リーグ戦         | リーグ戦                              | リーグ杯         | リーグ杯         | 天皇杯           | 天皇杯           | 期間通算         | 期間通算         |
| 2011                   | 水戸                   | 30                     | J2                     | 20               | 5                                     | -                | -                | 3                | 1                | 23               | 6                |
| 2012                   | 水戸                   | 30                     | J2                     | 36               | 4                                     | -                | -                | 2                | 0                | 38               | 4                |
| 2013                   | 水戸                   | 30                     | J2                     | 37               | 12                                    | -                | -                | 1                | 0                | 38               | 12               |
| 2014                   | 水戸                   | 30                     | J2                     | 33               | 3                                     | -                | -                | 2                | 0                | 35               | 3                |
| 2015                   | 千葉                   | 32                     | J2                     | 2                | 0                                     | -                | -                | 0                | 0                | 2                | 0                |
| 通算                   | 日本                   | 日本                   | J1                     | 108              | 17                                    | 18               | 4                | 15               | 6                | 141              | 27               |
| 通算                   | 日本                   | 日本                   | J2                     | 128              | 24                                    | -                | -                | 8                | 1                | 136              | 25               |
| 通算                   | ブラジル               | ブラジル               | リオ州2部              | 5                | 0\|\|\|\|\|\|\|\|\|\|\|\|             |                  |                  |                  |                  |                  |                  |
| 通算                   | ブラジル               | ブラジル               | リオ州3部              | 21               | 7\|\|\|\|\|\|\|\|\|\|\|\|             |                  |                  |                  |                  |                  |                  |
| 通算                   | ベルギー               | ベルギー               | ジュピラー             | 49               | 5                                     | 6                | 2                | -                | -                | 55               | 7                |
| 通算                   | セルビア・モンテネグロ | セルビア・モンテネグロ | プルヴァ               | 6                | 0                                     | 1                | 2                | -                | -                | 7                | 2                |
| 通算                   | セルビア               | セルビア               | プルヴァ               | 0                | 0                                     | 2                | 0                | -                | -                | 2                | 0                |
| 通算                   | アメリカ               | アメリカ               | USL                    | 77               | 4\|\|\|\| \|\|colspan="2"\|-\|\| \|\| |                  |                  |                  |                  |                  |                  |
| 総通算                 | 総通算                 | 総通算                 | 総通算                 | 394              | 57\|\|\|\|\|\|\|\|\|\|\|\|            |                  |                  |                  |                  |                  |                  |

その他の公式戦
- 1998年
  - J1参入決定戦 2試合1得点
- 2000年
  - Jリーグチャンピオンシップ 2試合1得点
- 2001年
  - スーパーカップ 1試合0得点
  - Jリーグチャンピオンシップ 1試合0得点
- 2002年
  - スーパーカップ 1試合0得点
  - ベルギー・スーパーカップ 1試合0得点
  - UEFAチャンピオンズリーグ予備予選3回戦 2試合0得点

国際大会
- アジアクラブ選手権 4試合4得点
- アジアカップウィナーズ選手権 0試合0得点

| 国際大会個人成績 | 国際大会個人成績 | 国際大会個人成績 | 国際大会個人成績 | 国際大会個人成績 |
| 年度             | クラブ           | 背番号           | 出場             | 得点             |
| UEFA             | UEFA             | UEFA             | UEFA CL          | UEFA CL          |
| ---------------- | ---------------- | ---------------- | ---------------- | ---------------- |
| 2002-03          | ヘンク           | 30               | 4                | 0                |
| 通算             | UEFA             | UEFA             | 4                | 0                |

出場歴
- 公式試合初出場 - 1996年10月16日・対柏レイソル戦 (鹿島アントラーズ)
- 公式試合初得点 - 1998年3月21日・対アビスパ福岡戦 (鹿島アントラーズ)
- 公式試合初ハットトリック - 2004年9月18日・対ジュビロ磐田戦 (鹿島アントラーズ)

## 代表歴

### 出場大会など
- 2001年 FIFAコンフェデレーションズカップ 日本・韓国大会
- 2002年 FIFAワールドカップ 日本・韓国大会
- 2004年 AFCアジアカップ 中国大会
- 2005年 FIFAコンフェデレーションズカップ ドイツ大会

### 試合数
- 国際Aマッチ 55試合 11得点(2001年 - 2005年)[3]

| 日本代表 | 国際Aマッチ | 国際Aマッチ |
| 年       | 出場        | 得点        |
| -------- | ----------- | ----------- |
| 2001     | 10          | 3           |
| 2002     | 13          | 1           |
| 2003     | 4           | 0           |
| 2004     | 18          | 6           |
| 2005     | 10          | 1           |
| 通算     | 55          | 11          |

### 出場
| No. | 開催日         | 開催都市       | スタジアム                         | 対戦相手               | 結果        | 監督                 | 大会                       |
| --- | -------------- | -------------- | ---------------------------------- | ---------------------- | ----------- | -------------------- | -------------------------- |
| 1.  | 2001年04月25日 | コルドバ       |                                    | スペイン               | ●0-1        | フィリップ・トルシエ | 国際親善試合               |
| 2.  | 2001年06月02日 | 新潟県         | 新潟スタジアム                     | カメルーン             | ○2-0        | フィリップ・トルシエ | コンフェデレーションカップ |
| 3.  | 2001年06月04日 | 茨城県         | 茨城県立カシマサッカースタジアム   | ブラジル               | △0-0        | フィリップ・トルシエ | コンフェデレーションカップ |
| 4.  | 2001年06月07日 | 神奈川県       | 横浜国際総合競技場                 | オーストラリア         | ○1-0        | フィリップ・トルシエ | コンフェデレーションカップ |
| 5.  | 2001年07月01日 | 北海道         | 札幌ドーム                         | パラグアイ             | ○2-0        | フィリップ・トルシエ | キリンカップ               |
| 6.  | 2001年07月04日 | 大分県         | 大分スポーツ公園総合競技場         | ユーゴスラビア         | ○1-0        | フィリップ・トルシエ | キリンカップ               |
| 7.  | 2001年08月15日 | 静岡県         | 静岡県小笠山総合運動公園スタジアム | オーストラリア         | ○3-0        | フィリップ・トルシエ | AFC/OFCチャレンジカップ    |
| 8.  | 2001年10月04日 | ランス         |                                    | セネガル               | ●0-2        | フィリップ・トルシエ | 国際親善試合               |
| 9.  | 2001年10月07日 | サザンプトン   |                                    | ナイジェリア           | △2-2        | フィリップ・トルシエ | 国際親善試合               |
| 10. | 2001年11月07日 | 埼玉県         | 埼玉スタジアム2002                 | イタリア               | △1-1        | フィリップ・トルシエ | キリンチャレンジカップ     |
| 11. | 2002年03月21日 | 大阪府         | 長居陸上競技場                     | ウクライナ             | ○1-0        | フィリップ・トルシエ | キリンチャレンジカップ     |
| 12. | 2002年03月27日 | ウッジ         |                                    | ポーランド             | ○2-0        | フィリップ・トルシエ | 国際親善試合               |
| 13. | 2002年04月17日 | 神奈川県       | 横浜国際総合競技場                 | コスタリカ             | △1-1        | フィリップ・トルシエ | キリンチャレンジカップ     |
| 14. | 2002年04月29日 | 東京都         | 国立霞ヶ丘競技場陸上競技場         | スロバキア             | ○1-0        | フィリップ・トルシエ | キリンカップ               |
| 15. | 2002年05月02日 | 兵庫県         | 御崎公園球技場                     | ホンジュラス           | △3-3        | フィリップ・トルシエ | キリンカップ               |
| 16. | 2002年05月14日 | オスロ         |                                    | ノルウェー             | ●0-3        | フィリップ・トルシエ | 国際親善試合               |
| 17. | 2002年05月25日 | 東京都         | 国立霞ヶ丘競技場陸上競技場         | スウェーデン           | △1-1        | フィリップ・トルシエ | キリンチャレンジカップ     |
| 18. | 2002年06月04日 | 埼玉県         | 埼玉スタジアム2002                 | ベルギー               | △2-2        | フィリップ・トルシエ | ワールドカップ             |
| 19. | 2002年06月09日 | 神奈川県       | 横浜国際総合競技場                 | ロシア                 | ○1-0        | フィリップ・トルシエ | ワールドカップ             |
| 20. | 2002年06月14日 | 大阪府         | 長居陸上競技場                     | チュニジア             | ○2-0        | フィリップ・トルシエ | ワールドカップ             |
| 21. | 2002年06月18日 | 宮城県         | 宮城スタジアム                     | トルコ                 | ●0-1        | フィリップ・トルシエ | ワールドカップ             |
| 22. | 2002年10月16日 | 東京都         | 国立霞ヶ丘競技場陸上競技場         | ジャマイカ             | △1-1        | ジーコ               | キリンチャレンジカップ     |
| 23. | 2002年11月20日 | 埼玉県         | 埼玉スタジアム2002                 | アルゼンチン           | ●0-2        | 山本昌邦（代行）     | キリンチャレンジカップ     |
| 24. | 2003年03月28日 | 東京都         | 国立霞ヶ丘競技場陸上競技場         | ウルグアイ             | △2-2        | ジーコ               | 国際親善試合               |
| 25. | 2003年05月31日 | 東京都         | 国立霞ヶ丘競技場陸上競技場         | 韓国                   | ●0-1        | ジーコ               | 国際親善試合               |
| 26. | 2003年06月08日 | 大阪府         | 長居陸上競技場                     | アルゼンチン           | ●1-4        | ジーコ               | キリンカップ               |
| 27. | 2003年10月08日 | チュニス       |                                    | チュニジア             | ○1-0        | ジーコ               | 国際親善試合               |
| 28. | 2004年02月18日 | 埼玉県         | 埼玉スタジアム2002                 | オマーン               | ○1-0        | ジーコ               | ワールドカップ予選         |
| 29. | 2004年03月31日 | シンガポール   |                                    | シンガポール           | ○2-1        | ジーコ               | ワールドカップ予選         |
| 30. | 2004年05月30日 | マンチェスター |                                    | アイスランド           | ○3-2        | ジーコ               | 国際親善試合               |
| 31. | 2004年06月01日 | マンチェスター |                                    | イングランド           | △1-1        | ジーコ               | 国際親善試合               |
| 32. | 2004年06月09日 | 埼玉県         | 埼玉スタジアム2002                 | インド                 | ○7-0        | ジーコ               | ワールドカップ予選         |
| 33. | 2004年07月09日 | 広島県         | 広島広域公園陸上競技場             | スロバキア             | ○3-1        | ジーコ               | キリンカップ               |
| 34. | 2004年07月13日 | 神奈川県       | 横浜国際総合競技場                 | セルビア・モンテネグロ | ○1-0        | ジーコ               | キリンカップ               |
| 35. | 2004年07月20日 | 重慶           |                                    | オマーン               | ○1-0        | ジーコ               | アジアカップ               |
| 36. | 2004年07月24日 | 重慶           |                                    | タイ                   | ○4-1        | ジーコ               | アジアカップ               |
| 37. | 2004年07月28日 | 重慶           |                                    | イラン                 | △0-0        | ジーコ               | アジアカップ               |
| 38. | 2004年07月31日 | 重慶           |                                    | ヨルダン               | △1-1(PK4-3) | ジーコ               | アジアカップ               |
| 39. | 2004年08月03日 | 済南           |                                    | バーレーン             | ○4-3(延長)  | ジーコ               | アジアカップ               |
| 40. | 2004年08月07日 | 北京           |                                    | 中華人民共和国         | ○3-1        | ジーコ               | アジアカップ               |
| 41. | 2004年08月18日 | 静岡県         | 静岡県小笠山総合運動公園スタジアム | アルゼンチン           | ●1-2        | ジーコ               | キリンチャレンジカップ     |
| 42. | 2004年09月08日 | コルカタ       |                                    | インド                 | ○4-0        | ジーコ               | ワールドカップ予選         |
| 43. | 2004年10月13日 | マスカット     |                                    | オマーン               | ○1-0        | ジーコ               | ワールドカップ予選         |
| 44. | 2004年11月17日 | 埼玉県         | 埼玉スタジアム2002                 | シンガポール           | ○1-0        | ジーコ               | ワールドカップ予選         |
| 45. | 2004年12月16日 | 神奈川県       | 横浜国際総合競技場                 | ドイツ                 | ●0-3        | ジーコ               | キリンチャレンジカップ     |
| 46. | 2005年01月29日 | 神奈川県       | 横浜国際総合競技場                 | カザフスタン           | ○4-0        | ジーコ               | キリンチャレンジカップ     |
| 47. | 2005年02月02日 | 埼玉県         | 埼玉スタジアム2002                 | シリア                 | ○3-0        | ジーコ               | キリンチャレンジカップ     |
| 48. | 2005年02月09日 | 埼玉県         | 埼玉スタジアム2002                 | 北朝鮮                 | ○2-1        | ジーコ               | ワールドカップ予選         |
| 49. | 2005年03月30日 | 埼玉県         | 埼玉スタジアム2002                 | バーレーン             | ○1-0        | ジーコ               | ワールドカップ予選         |
| 50. | 2005年05月22日 | 新潟県         | 新潟スタジアム                     | ペルー                 | ●0-1        | ジーコ               | キリンカップ               |
| 51. | 2005年05月27日 | 東京都         | 国立霞ヶ丘競技場陸上競技場         | アラブ首長国連邦       | ●0-1        | ジーコ               | キリンカップ               |
| 52. | 2005年06月08日 | バンコク       |                                    | 北朝鮮                 | ○2-0        | ジーコ               | ワールドカップ予選         |
| 53. | 2005年06月22日 | ケルン         |                                    | ブラジル               | △2-2        | ジーコ               | コンフェデレーションカップ |
| 54. | 2005年10月08日 | リガ           |                                    | ラトビア               | △2-2        | ジーコ               | 国際親善試合               |
| 55. | 2005年10月12日 | キエフ         |                                    | ウクライナ             | ●0-1        | ジーコ               | 国際親善試合               |

### ゴール
| #   | 開催年月日     | 開催地                   | 対戦国       | 勝敗         | 試合概要                             |
| --- | -------------- | ------------------------ | ------------ | ------------ | ------------------------------------ |
| 1.  | 2001年6月2日   | 日本、新潟市             | カメルーン   | ○2-0         | FIFAコンフェデレーションズカップ2001 |
| 2.  | 2001年6月2日   | 日本、新潟市             | カメルーン   | ○2-0         | FIFAコンフェデレーションズカップ2001 |
| 3.  | 2001年10月7日  | イギリス、サウサンプトン | ナイジェリア | △2-2         | 親善試合                             |
| 4.  | 2002年6月4日   | 日本、さいたま市         | ベルギー     | △2-2         | 2002 FIFAワールドカップ              |
| 5.  | 2004年6月9日   | 日本、さいたま市         | インド       | ○7-0         | 2006 FIFAワールドカップ・アジア予選  |
| 6.  | 2004年7月9日   | 日本、広島市             | スロバキア   | ○3-1         | キリンカップサッカー2004             |
| 7.  | 2004年7月31日  | 中国、重慶市             | ヨルダン     | △1-1 (PK4-3) | AFCアジアカップ2004                  |
| 8.  | 2004年8月18日  | 日本、袋井市             | アルゼンチン | ●1-2         | キリンチャレンジカップ2004           |
| 9.  | 2004年9月8日   | インド、コルカタ         | インド       | ○4-0         | 2006 FIFAワールドカップ・アジア予選  |
| 10. | 2004年10月13日 | オマーン、マスカット     | オマーン     | ○1-0         | 2006 FIFAワールドカップ・アジア予選  |
| 11. | 2005年2月2日   | 日本、横浜市             | シリア       | ○3-0         | キリンチャレンジカップ2005           |

## チームタイトル
鹿島アントラーズ
- Jリーグ 優勝 : 1996, 1998, 2000, 2001
- 天皇杯 優勝 : 2000
- Jリーグカップ 優勝 : 2000

レッドスター・ベオグラード
- セルビア・モンテネグロ・プルヴァ・リーガ 優勝 : 2005-06
- セルビア・スーペルリーガ 優勝 : 2006-07
- セルビア・カップ 優勝 : 2006-07

日本代表
- AFCアジアカップ 優勝 ： 2004

## 個人タイトル
- 2000年 - ナビスコカップ (ニューヒーロー賞)
- 2001年 - FIFAコンフェデレーションズカップ (得点王) (2得点)